# Alekano
Bei den Alekano handelt es sich um eine Ethnie, welche im Hochland von Papua-Neuguinea lebt. Ihr Territorium befindet sich hierbei nördlich und westlich von Goroka. Die Alekano teilen viele traditionelle Vorstellungen und Gebräuche mit ihren Nachbarn.

## Die Gaheisi
Die Gaheisi sind die zeremoniellen Tanzschilde der Alekano. Sie wurden ursprünglich bei den auf die Initiationen folgenden Schweinefesten getragen und getanzt. Hergestellt wurden sie im Geheimen. Sie bestehen aus einem Rahmen aus Bambus und Rohrstöcken, welcher mit Rindenbaststoff überzogen wird. Festgenäht wird dieser mit Pflanzenfasern. Die Schilde werden anschließend mit einer aus Pflanzenblättern hergestellten Farbe bemalt. Um diese herzustellen, werden die Blätter gekaut und mit dem Saft wilder Zitronen und Holzkohle gemischt. Gemalt werden geometrische Muster, welche von den Träumen der Tänzer inspiriert werden. Die rote Farbe soll dabei von den Gesichtern der mythischen Vögel stammen. Daher werden auch die heiligen Flöten, welche die Vogeltöne symbolisieren, während der Herstellung der Gaheisi gespielt. Zuletzt werden Federn verschiedener Vögel an den Kanten befestigt und das Gaheisi an den Schultern des Tänzers festgebunden, allerdings so, dass die Arme frei bleiben, so dass der Tänzer Waffen oder eine Trommel halten kann.
Die zeremoniellen Tanzschilde sind heute oft auf der Goroka Show zu sehen. Hier wurden sie auch von anderen teilnehmenden Gruppen übernommen.
Heute kommen auch moderne Materialien für die Herstellung der Schilde zum Einsatz.